# تشارلز دبليو. ليندبرغ
تشارلز دبليو. ليندبرغ (بالإنجليزية: Charles W. Lindberg)‏ هو عامل كهربائي أمريكي، ولد في 26 يونيو 1920 في غراند فوركس في الولايات المتحدة، وتوفي في 24 يونيو 2007.